# Laszki Dolne (rejon mikołajowski)
Laszki Dolne (ukr. Долішнє) – wieś na Ukrainie w rejonie stryjskim (do 2020 roku w rejonie mikołajowskim) obwodu lwowskiego.

## Historia
Dawniej wieś w powiecie bóbreckim.